# جسدی در برایتون راک
جسدی در برایتون راک به (انگلیسی:Body at Brighton Rock) یک فیلم هیجان انگیز، ترسناک محصول آمریکا در سال ۲۰۱۹ می‌باشد.